# Anatude
Anatude è l'undicesimo album in studio del cantante finlandese Antti Tuisku, pubblicato nel 2017.

## Tracce
1. Rahan takii – 3:27
2. Swäg (feat. JVG) – 3:19
3. Aamukuuteen (feat. Erin) – 2:46
4. Tragedia – 3:23
5. Mä hiihdän – 2:56
6. Itteni kaa kahdestaan – 3:37
7. Nauruterapiaa – 2:01
8. Hanuri (feat. Boyat) – 3:12
9. Jeesus-jedimestari – 4:43
10. Ihan tavallista mulle kuuluu – 3:38